# Tour de France 2015/5. Etappe
Die 5. Etappe der Tour de France 2015 fand am 8. Juli 2015 statt und führte von Arras über 189,5 Kilometer nach Amiens. Es gab einen Zwischensprint nach 89,5 Kilometern in Rancourt. Es gab keine Bergwertungen. Die fünfte Etappe zählte als Flachetappe. Es gingen 191 Fahrer an den Start.

## Rennverlauf

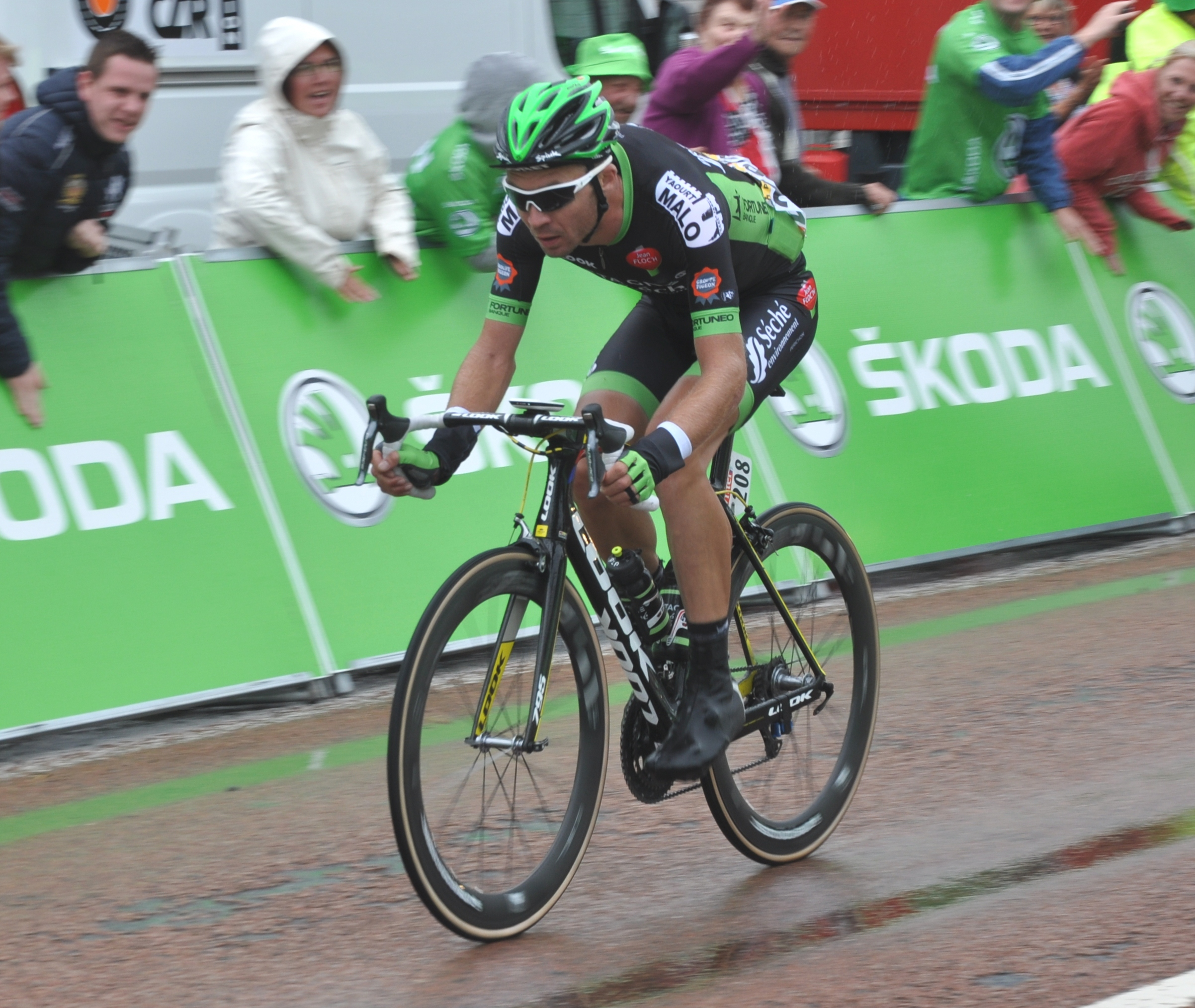
Pierre-Luc Périchon beim Zwischensprint in Rancourt

Zunächst lösten sich Nicolas Edet (Cofidis) und Pierre-Luc Périchon (Bretagne-Séché Environnement) aus dem Feld. Während Edet den Ausreißversuch schon nach kurzer Zeit wieder aufgab, fuhr Périchon allein weiter. Im Hauptfeld ereignete sich unterdessen ein Sturz, der den Cofidis-Fahrer Nacer Bouhanni zum Beenden der Tour zwang. Périchon konnte maximal vier Minuten auf das Peloton herausfahren, wurde aber kurz nach dem Zwischensprint wieder gestellt. Diesen gewann er vor André Greipel, John Degenkolb und Mark Cavendish.
In der Folge erhöhte die Tinkoff-Saxo-Mannschaft das Tempo im Hauptfeld, um es an den Windkanten auseinanderzureißen und einige Konkurrenten von Alberto Contador abschütteln zu können. Dies gelang auch, es fielen mehrere Fahrer zurück, jedoch konnten sich so gut wie alle Favoriten im vorderen Feld halten. Vor dem Ziel bildeten sich die Sprinterzüge in Vorbereitung auf den Tagessieg. Es gewann André Greipel vor Peter Sagan und Mark Cavendish. Nach der Spitzengruppe kamen mehrere kleine Gruppen abgehängter Fahrer ins Ziel, die letzte und größte Gruppe kam mit 14:15 Minuten Rückstand an.

## Punktewertungen
| Zwischensprint in Rancourt nach 89,5 km auf 137 m |                        |                           |         |
| 1.                                                | Frankreich             | Pierre-Luc Périchon (BSE) | 20 Pkt. |
| 2.                                                | Deutschland            | André Greipel (LTS)       | 17 Pkt. |
| 3.                                                | Deutschland            | John Degenkolb (TGA)      | 15 Pkt. |
| 4.                                                | Vereinigtes Konigreich | Mark Cavendish (EQS)      | 13 Pkt. |
| 5.                                                | Slowakei               | Peter Sagan (TCS)         | 11 Pkt. |
| 6.                                                | Australien             | Mark Renshaw (EQS)        | 10 Pkt. |
| 7.                                                | Frankreich             | Bryan Coquard (EUC)       | 9 Pkt.  |
| 8.                                                | Niederlande            | Roy Curvers (TGA)         | 8 Pkt.  |
| 9.                                                | Polen                  | Michał Kwiatkowski (EQS)  | 7 Pkt.  |
| 10.                                               | Polen                  | Michał Gołaś (EQS)        | 6 Pkt.  |
| 11.                                               | Deutschland            | Tony Martin (EQS)         | 5 Pkt.  |
| 12.                                               | Tschechien             | Zdeněk Štybar (EQS)       | 4 Pkt.  |
| 13.                                               | Kolumbien              | Rigoberto Urán (EQS)      | 3 Pkt.  |
| 14.                                               | Deutschland            | Marcel Sieberg (LTS)      | 2 Pkt.  |
| 15.                                               | Vereinigtes Konigreich | Luke Rowe (SKY)           | 1 Pkt.  |

| Etappenziel in Amiens nach 189,5 km auf 39 m |                        |                                   |         |
| 1.                                           | Deutschland            | André Greipel (LTS)               | 50 Pkt. |
| 2.                                           | Slowakei               | Peter Sagan (TCS)                 | 30 Pkt. |
| 3.                                           | Vereinigtes Konigreich | Mark Cavendish (EQS)              | 20 Pkt. |
| 4.                                           | Norwegen               | Alexander Kristoff (KAT)          | 18 Pkt. |
| 5.                                           | Norwegen               | Edvald Boasson Hagen (MTN)        | 16 Pkt. |
| 6.                                           | Deutschland            | John Degenkolb (TGA)              | 14 Pkt. |
| 7.                                           | Frankreich             | Arnaud Démare (FDJ)               | 12 Pkt. |
| 8.                                           | Frankreich             | Bryan Coquard (EUC)               | 10 Pkt. |
| 9.                                           | Italien                | Davide Cimolai (LAM)              | 8 Pkt.  |
| 10.                                          | Belgien                | Greg Van Avermaet (BMC)           | 7 Pkt.  |
| 11.                                          | Frankreich             | Geoffrey Soupe (COF)              | 6 Pkt.  |
| 12.                                          | Australien             | Zakkari Dempster (BOA)            | 5 Pkt.  |
| 13.                                          | Sudafrika              | Reinardt Janse van Rensburg (MTN) | 4 Pkt.  |
| 14.                                          | Kolumbien              | Jarlinson Pantano (IAM)           | 3 Pkt.  |
| 15.                                          | Belgien                | Sep Vanmarcke (TLJ)               | 2 Pkt.  |

## Aufgaben
- Jack Bauer (TCG): Aufgabe während der Etappe (Sturzfolgen der 3. Etappe)
- Nacer Bouhanni (COF): Aufgabe während der Etappe (Sturz)